# Oscar Beck
Oscar Beck (* 18. November 1850 in Nördlingen; † 22. Januar 1924 in München, Schreibweise auch Oskar Beck) war ein deutscher Verleger. Als Leiter des von seinem Urgroßvater gegründeten nach seinem Großvater benannten Verlags C.H.Beck baute er dort vor allem das gesellschaftswissenschaftliche Programm aus.
Oscar wurde als Sohn von Carl und Hedwig Beck am 1. Januar 1878 Teilhaber des Verlagsunternehmens und übernahm am 1. Juli 1884 die alleinige Leitung. Mit dem Umzug des Verlagssitzes von Nördlingen (wo die Druckerei verblieb) nach München im Jahr 1889 betonte er eine programmatische Öffnung des bis dahin auf Theologie und Rechtswissenschaft fokussierten Unternehmens. Ein wesentliches unter seiner Verlagsleitung begründetes Werk ist das Handbuch der Altertumswissenschaft von Iwan von Müller. Das 1916 erschienene Werk Der Wanderer zwischen beiden Welten von Walter Flex ist mit mehr als einer Million abgesetzten Exemplaren bis heute das meistverkaufte Buch des Verlags. Nach dem Ersten Weltkrieg verlegte Oscar Beck unter anderem Der Untergang des Abendlandes von Oswald Spengler und das Werk Kultur und Ethik von Albert Schweitzer.
Oscar Beck heiratete am 10. Mai 1879 Hedwig von Burger, der gemeinsame Sohn Heinrich Beck (* 1889) übernahm nach dem Tod seines Vaters die Verlagsleitung.